# كأس سوريا 2010–11
كأس سوريا 2010–11 هو موسم من دوري هونغ كونغ لكرة القدم ‏. فاز فيه نادي الاتحاد السوري.